# Segervittring
Segervittring – album studyjny Toroidh, wydany w 2007 roku przez wytwórnię Neuropa Records. 

## Lista utworów
1. "In" - 1:11
2. "Bär Vittnesbörd" - 5:03
3. "Israel" - 4:59
4. "Tusen Ar" - 5:58
5. "Wermlandsbrigadens Atertagsmarsch" - 3:47
6. "Segervittring" - 6:21
7. "Min Vilja, Ditt Blod" - 3:17
8. "Ragnarök" - 3:31
9. "Malström" - 5:15
10. "Ut" - 1:30